# São Gabriel da Cachoeira
São Gabriel da Cachoeira è un comune del Brasile nello Stato dell'Amazonas, parte della mesoregione di Norte Amazonense e della microregione di Rio Negro.